# Veloce Taranto
Veloce Taranto (wł. Veloce Foot-Ball Club) – włoski klub piłkarski, mający siedzibę w mieście Tarent, na południu kraju, działający w latach 1920–1924.

## Historia
Chronologia nazw:
- 1920: Veloce Foot-Ball Club
- 1924: klub rozwiązano – po fuzji z SS Enotria, F.B.C. Garibaldino, Libertas Taranto tworząc US Tarantina

Klub sportowy Veloce F.B.C. został założony w miejscowości Tarent w 1920 roku. W sezonie 1921/22 zespół startował w mistrzostwach Prima Divisione Pugliese, wygrywając najpierw eliminację miejskie, a potem zajmując czwarte miejsce w regionie. Przed rozpoczęciem sezonu 1922/23 ze względu na kompromis Colombo dotyczący restrukturyzacji mistrzostw, klub został zakwalifikowany do rozgrywek Seconda Divisione Puglia (D2). W sezonie 1922/23 zajął czwarte miejsce w eliminacjach miejskich i nie zakwalifikował się do rozgrywek regionalnych Seconda Divisione Puglia. W następnym sezonie 1923/24 nie zapisał się na żadne mistrzostwa. W 1924 roku klub połączył się z Veloce F.B.C., F.B.C. Garibaldino, Libertas Taranto tworząc US Tarantina, po czym został rozwiązany.

## Barwy klubowe, strój
|  |

Klub ma barwy błękitne. Zawodnicy domowe spotkania zazwyczaj grają w błękitnych koszulkach, białych spodenkach oraz czarnych getrach.

## Sukcesy

### Trofea międzynarodowe
Nie uczestniczył w rozgrywkach europejskich (stan na 31-05-2020).

### Trofea krajowe
| \| \| Zdobyte trofea w rozgrywkach Włoch (stan na: 31-08-2020) \| |                                                          |      |                                    |
| Rozgrywki                                                         | Osiągnięcie                                              | Razy | Sezon(y)                           |
| · Mistrzostwo                                                     | I miejsce                                                | 0    |                                    |
| · Mistrzostwo                                                     | II miejsce                                               | 0    |                                    |
| · Mistrzostwo                                                     | III miejsce                                              | 0    |                                    |
| · Mistrzostwo                                                     | 4.miejsce                                                | 1    | 1921/22 (Pugliese)                 |
| · Puchar                                                          | zdobywca                                                 | 0    |                                    |
| · Puchar                                                          | finalista                                                | 0    |                                    |
| II liga                                                           | I miejsce                                                | 0    |                                    |
| II liga                                                           | II miejsce                                               | 0    |                                    |
| II liga                                                           | III miejsce                                              | 0    |                                    |
| II liga                                                           | 4.miejsce                                                | 1    | 1922/23 (qualificazione Tarantino) |
| Włochy                                                            | Zdobyte trofea w rozgrywkach Włoch (stan na: 31-08-2020) |      |                                    |

## Poszczególne sezony

### Rozgrywki międzynarodowe

#### Europejskie puchary
Nie uczestniczył w rozgrywkach europejskich.

### Rozgrywki krajowe
| \| Włochy \| Bilans występów klubu w rozgrywkach piłkarskich Włoch (Stan na 31 sierpnia 2020 r.) \| \| |                                                                                     |        |       |   |   |   |    |    |     |         |        |        |      |
| Poziom                                                                                                 | Rozgrywki                                                                           | Sezony | Mecze | Z | R | P | B+ | B– | Pkt | Lata    | Awanse | Spadki | Naj. |
| I | Prima Divisione Pugliese                                                            | 1      |       |   |   |   |    |    |     | 1921/22 | 0      | 1      | 4    |
| II | Seconda Divisione Pugliese                                                          | 1      |       |   |   |   |    |    |     | 1922/23 | 0      | 0      | 4    |
| III | Serie C                                                                             | 0      |       |   |   |   |    |    |     |         | 0      | 0      |      |
| IV | Serie D                                                                             | 0      |       |   |   |   |    |    |     |         | 0      | 0      |      |
| V | Prima Categoria Puglia                                                              | 0      |       |   |   |   |    |    |     |         | 0      | 0      |      |
| | Puchar Włoch                                                                        | 0      |       |   |   |   |    |    |     |         | 0      | 0      |      |
| Włochy                                                                                                 | Bilans występów klubu w rozgrywkach piłkarskich Włoch (Stan na 31 sierpnia 2020 r.) |        |       |   |   |   |    |    |     |         |        |        |      |

## Struktura klubu

### Stadion
Klub piłkarski rozgrywał swoje mecze domowe na Campo del Regio Arsenale w Tarencie o pojemności 1000 widzów.

### Derby
- Audace Taranto
- SS Enotria
- Pro Italia Taranto
- SSC Bari
- Ideale Bari
- Liberty Bari